# Thwaitesia dangensis
Thwaitesia dangensis là một loài nhện trong họ Theridiidae.
Loài này thuộc chi Thwaitesia. Thwaitesia dangensis được miêu tả năm 1972 bởi Patel & Patel.